# Leslie Lemke
Leslie Lemke (né le 31 janvier 1952 dans le Wisconsin aux États-Unis) est un musicien aveugle américain souffrant du syndrome du savant. Il est surtout connu pour sa maîtrise du piano.

## Biographie
Leslie Lemke est né le 31 janvier 1952 dans le Wisconsin aux États-Unis. Atteint de multiples malformations, des chirurgiens lui retirent ses yeux avant qu'il n'atteigne 1 an. Adopté, il est incapable de se tenir debout avant l'âge de 12 ans. Deux ans plus tard, après avoir entendu le Concerto pour piano numéro 1 de Tchaïkovski à la télévision, il exécute « parfaitement » la pièce, même s'il n'a aucune formation musicale.

### Citations originales
1. ↑  (en) « flawlessly »